# Amtsgericht Jestetten
Das Amtsgericht Jestetten war ein Gericht der ordentlichen Gerichtsbarkeit in Jestetten im Großherzogtum Baden. Zunächst gehörte es zum Bezirk des Hofgerichts des Oberrheinkreises, später des Kreisgerichts Waldshut.

## Geschichte
Das Amtsgericht Jestetten wurde im Jahr 1857 im Rahmen der Trennung von Rechtsprechung und Verwaltung in Baden während der staatlichen Neuorganisation nach der Revolution 1848/49 gegründet. Dem Gericht war das Hofgericht des Oberrheinkreises in Freiburg übergeordnet. Mit der Gründung des Kreisgerichts Waldshut wanderte das Amtsgericht Jestetten in dessen Zuständigkeit. Im Jahre 1872 wurde das Amtsgericht Jestetten aufgehoben und das Amtsgericht Waldshut übernahm dessen Bezirk.